# Isocladus excavatus
Isocladus excavatus är en kräftdjursart som först beskrevs av Baker 1910.  Isocladus excavatus ingår i släktet Isocladus och familjen klotkräftor. Inga underarter finns listade i Catalogue of Life.